# Edgars Rinkēvičs
Edgars Rinkēvičs (Jūrmala, 1973. szeptember 21. –) lett politikus. 2011-től Lettország külügyminisztere. Korábban a Lett Elnöki Hivatal kancelláriájának vezetője, a védelmi minisztérium államtitkára, valamint három ciklusban rövid ideig a lett parlament, a Saeima képviselője is volt. Jelenleg az Egység párt tagja, korábban a Lett Út és a Reform Párt tagja volt. 2023. május 31-én a parlament Lettország elnökévé választotta, július 8-án lépett hivatalba. Ő az első nyíltan meleg államfő az Európai Unióban.

## Életrajza

### Tanulmányai
1991-ben végzett a jūrmala 4. számú középiskolában. 1991–1995 között Rigában a Lett Tudományegyetem Történelem és Filozófia Karának alapképzésén (BSc) történelmet tanult. Ezzel párhuzamosan, 1994-től 1995-ig a hollandiai Groningeni Egyetemen politológiát és nemzetközi kapcsolatokat tanult. 1995-től mesterképzés keretében politológiát tanult a Lett Tudományegyetemen, 1997-ben szerzett mesterdiplomát politológiából. 2000-ben a Dwight D. Eisenhower School for National Security and Resource Strategy katonai egyetemen újabb mesterdiplomát abszolvált.

### Szakmai karrierje
Egyetemi tanulmányai alatt, 1993-1994 a Lett Rádiónál újságíróként dolgozott, ahol szakterülete a külpolitika és nemzetközi kapcsolatok volt. 1995-1996-ban Lettország Védelmi Minisztériumának védelempolitikai főosztályán dolgozott referensként, majd 1996 márciusától szeptemberig a főosztály vezetője volt. 1996 szeptemberében kinevezték a Védelmi Minisztérium védelempolitikáért felelős helyettes államtitkárává. Ezt a tisztséget 1997 májusáig töltötte be, amikor a Védelmi Minisztérium megbízott államtitkára, majd augusztusban kinevezett államtitkára lett. Az államtitkári tisztséget 2008 augusztusáig töltötte be. Államtitkárként 2002-2003-ban a Lettország NATO-csatlakozását előkészítő lett delegáció tagja, annak helyettes vezetője volt.

## Magánélete
2014. november 6-án Twitter-profilján nyilvánosan bejelentette, hogy meleg, ezzel ő az első lett törvényhozó, aki Lettországban nyilvánosan bejelentette homoszexualitását, valamint a volt szovjet blokk egyik legjelentősebb nyíltan meleg politikusa, és Lettország elnökeként az első meleg államfő egy posztszovjet országban. A lett mellett folyékonyan beszél angolul, oroszul és franciául.